# Belricetto
Belricetto is een plaats (frazione) in de Italiaanse gemeente Lugo (RA).